# Frederick P. Li
Frederick Pei Li (* 7. Mai 1940 in Guangzhou, China; † 12. Juni 2015 in Brookline, Massachusetts, USA) war ein chinesisch-amerikanischer Epidemiologe und Krebsforscher. Er gilt als Pionier der Krebsgenetik.
Lis Vater, Han Hun Li, war General im japanisch-chinesischen Krieg. Die Familie emigrierte in die Vereinigten Staaten, als Frederick Li sieben Jahre alt war. Er wuchs in New York City auf, wo seine Eltern ein Chinarestaurant betrieben. Li erwarb an der New York University einen Bachelor in Physik, 1965 an der University of Rochester einen M.D. als Abschluss des Medizinstudiums und 1967 an der Georgetown University einen Master in Demographie. Er arbeitete ab 1967 am National Cancer Institute, wo er zu familiären Häufungen von Krebs forschte. Ab Anfang der 1970er Jahre war Li am Dana-Farber Cancer Institute, wo er 1991 die Leitung der Abteilung für Epidemiologie übernahm. Er hatte eine Professur für Krebsepidemiologie an der Harvard School of Public Health und eine Professur an der Harvard Medical School inne. 2008 ging er in den Ruhestand.
Nach ihm und Joseph F. Fraumeni ist das Li-Fraumeni-Syndrom benannt, eine seltene Erbkrankheit, die mit einem sehr hohen Risiko verbunden ist, an Krebs zu erkranken. Fraumeni und Li waren 1969 Erstbeschreiber des Syndroms und sie beschrieben 1990 dessen häufigste Ursache, eine Mutation im p53-Gen. Fraumeni und Li erhielten 1995 den Charles S. Mott Prize der General Motors Cancer Research Foundation.
Li starb 2015 an den Folgen seiner Alzheimer-Krankheit. Er war mit Elaine Shiang verheiratet; das Paar hatte drei Kinder.